# COA1
COA1 (англ. Cytochrome c oxidase assembly factor 1 homolog) – білок, який кодується однойменним геном, розташованим у людей на 7-й хромосомі. Довжина поліпептидного ланцюга білка становить 146 амінокислот, а молекулярна маса — 16 694.
| 10         |  | 20         |  | 30         |  | 40         |  | 50         |
| ---------- |  | ---------- |  | ---------- |  | ---------- |  | ---------- |
| MMWQKYAGSR |  | RSMPLGARIL |  | FHGVFYAGGF |  | AIVYYLIQKF |  | HSRALYYKLA |
| VEQLQSHPEA |  | QEALGPPLNI |  | HYLKLIDREN |  | FVDIVDAKLK |  | IPVSGSKSEG |
| LLYVHSSRGG |  | PFQRWHLDEV |  | FLELKDGQQI |  | PVFKLSGENG |  | DEVKKE     |

A: Аланін

D: Аспарагінова кислота

E: Глутамінова кислота

F: Фенілаланін

G: Гліцин

H: Гістидин

I: Ізолейцин

K: Лізин

L: Лейцин

M: Метіонін

N: Аспарагін

P: Пролін

Q: Глутамін

R: Аргінін

S: Серин

V: Валін

W: Триптофан

Локалізований у мембрані, мітохондрії, внутрішній мембрані мітохондрії.
Італійське дослідження довгожителів та супердовгожителів 2021 року показало можливий зв'язок генів STK17A та COA1 з довготривалістю життя.